# Frans Louwaard
Franciscus Cornelis Theodorus (Frans) Louwaard (Amsterdam, 21 oktober 1880 – aldaar, 27 december 1943) was een Nederlandse biljarter. Hij nam in seizoen 1925–1926 deel aan het eerste nationale kampioenschap driebanden in de ereklasse.

## Deelname aan Nederlandse kampioenschappen in de Ereklasse
| Nr. | Kampioenschap        | Plaats    | Klassering | Alg. gemiddelde |
| --- | -------------------- | --------- | ---------- | --------------- |
| 1.  | Driebanden 1925–1926 | Amsterdam | 3e         | 0,486           |